# Acuerdo Japón-Corea de abril de 1905
El Protocolo Japón-Corea de abril de 1905 fue firmado entre el Imperio del Japón y el Imperio de Corea en 1905. Las negociaciones concluyeron el 1 de abril de 1905.

## Disposiciones del tratado
Este tratado transfiere la responsabilidad del servicio postal, telegráfico y telefónico a Japón.
Las disposiciones del tratado abarcaban el derecho de dominio eminente o la condena contra la propiedad pública y contra la propiedad privada. En este contexto, el tratado no preveía compensación o pagos, excepto que Japón "entregará al Gobierno coreano un porcentaje adecuado" de las ganancias.
El preámbulo del tratado afirmaba que el enviado extraordinario y el ministro plenipotenciario de Su Majestad el Emperador de Japón y el ministro de Estado de Relaciones Exteriores de Su Majestad el Emperador de Corea estaban "respectivamente debidamente facultados" para negociar y acordar el lenguaje específico del tratado bilateral propuesto:
- Artículo I

El Gobierno Imperial de Corea transferirá y asignará el control y la administración de los servicios postales, telegráficos y telefónicos en Corea (excepto el servicio telefónico exclusivo del Departamento de la Familia Imperial) al Gobierno Imperial Japonés.
- Artículo II

Los terrenos, edificios, muebles, instrumentos, máquinas y todos los demás dispositivos conectados con el sistema de comunicaciones ya establecido por el Gobierno Imperial de Corea serán transferidos, en virtud del presente Acuerdo, al control del Gobierno Imperial Japonés. Las autoridades de los dos países que actúen juntas harán un inventario de los terrenos, edificios y todos los demás requisitos mencionados en el párrafo anterior que servirán como evidencia en el futuro.
- Artículo III

Cuando el Gobierno japonés considere necesario ampliar el sistema de comunicación en Corea, podrán apropiarse de terrenos y edificios pertenecientes al Estado o a personas privadas, el primero sin compensación y el segundo con la indemnización adecuada.
- Artículo IV

Con respecto al control del servicio de comunicación y la custodia de las propiedades en relación con el mismo, el Gobierno japonés asume, por su propia cuenta, la responsabilidad de una buena administración. Los gastos necesarios para la extensión de los servicios de comunicación también correrán a cargo del Gobierno Imperial de Japón. El Gobierno Imperial de Japón notificará oficialmente al Gobierno Imperial de Corea la situación financiera del sistema de comunicaciones bajo su control.
- Artículo V

Todos los aparatos y materiales que el gobierno imperial de Japón considere necesarios para el control o la extensión del sistema de comunicación estarán exentos de todos los deberes e imposiciones.
- Artículo VI

El Gobierno Imperial de Corea tendrá la libertad de mantener la presente Junta de Comunicación en la medida en que dicha retención no interfiera con el control y la extensión de los servicios por parte del Gobierno japonés. El gobierno japonés, al controlar y extender los servicios, contratará a tantos funcionarios y empleados coreanos como sea posible.
- Artículo VII

Con respecto a los acuerdos celebrados anteriormente por el Gobierno de Corea con los Gobiernos de potencias extranjeras en relación con los servicios postales, telegráficos y telefónicos, el Gobierno japonés ejercerá en nombre de Corea los derechos y cumplirá las obligaciones correspondientes.
- Artículo VIII

Los diversos convenios y acuerdos que respetan los servicios de comunicación existentes hasta ahora entre los gobiernos de Japón y Corea son naturalmente abolidos o modificados por el presente Acuerdo.
- Artículo IX

Cuando en el futuro, como resultado del desarrollo general del sistema de comunicación en Corea, haya un beneficio adecuado, además de los gastos sufragados por el gobierno japonés para el control y mantenimiento de los servicios antiguos y para sus extensiones y mejoras, el gobierno japonés entregará al Gobierno coreano un porcentaje adecuado de dicho beneficio.
- Artículo X

Cuando en el futuro exista un excedente amplio en las finanzas del gobierno coreano, el control de sus servicios de comunicación puede ser devuelto, como resultado de la consulta de los dos gobiernos, al gobierno de Corea.
- Hayashi Gonsuke, enviado extraordinario y ministro plenipotenciario (fechado, el primer día del cuarto mes del año 38 de Meiji)
- Yi Ha-yeong, ministro de Estado de Asuntos Exteriores (fechado, el primer día del cuarto mes del noveno año de Gwangmu)

## Rescisión

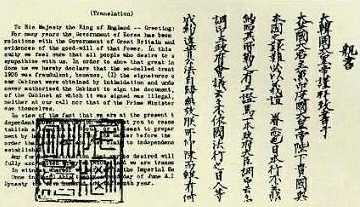
El análisis de Gojong del "tratado de 1905" es solo uno de los muchos esfuerzos para invalidar las consecuencias de un proceso coercitivo.

Este "supuesto tratado" se ideó en un proceso coercitivo; y los coreanos buscaron invalidar las consecuencias no deseadas presentando evidencia a la comunidad internacional. Por ejemplo,
- 1905: el emperador Gojong del Imperio coreano escribió personalmente a los jefes de Estado de aquellos países que tienen tratados con Corea; y el gobierno coreano presentó apelaciones formales y envió avisos formales por cable,[7] pero estos gestos diplomáticos no fueron válidos.
- 1907: En lo que a veces se llama el "asunto del emisario secreto de La Haya", los emisarios coreanos buscaron sin éxito buscar asistencia internacional en la Convención de La Haya de 1907 en La Haya, Países Bajos en 1907.[8]
- 1921: representantes coreanos intentaron obtener una audiencia en la Conferencia Naval de Washington de 1921; pero el esfuerzo fue ineficaz.[9]

Este tratado fue confirmado como "nulo y sin efecto" por el Tratado de Relaciones Básicas entre Japón y la República de Corea concluido en 1965. En 2010, Japón argumentó que el punto de referencia cronológico para "ya nulo y sin efecto" fue el 15 de agosto de 1948, cuando se estableció el gobierno de la República de Corea. Este punto de vista es disputado por el análisis coreano, que interpreta el tratado de 1965 como un reconocimiento de la anulación de todos los tratados y acuerdos japonés-coreanos desde 1904 en adelante.